# Seznam sítí trolejbusové dopravy v Evropě
Toto je seznam sítí trolejbusové dopravy v Evropě. Obsahuje všechny zaniklé i provozní sítě trolejbusů, které se v Evropě nacházely či nacházejí.
Jména měst, kde jsou trolejbusy dosud v provozu, jsou napsána tučně. Pokud existuje článek ke konkrétnímu provozu, je na něj v kolonce Článek uveden odkaz.
Do tohoto seznamu je zařazena i asijská část Ruska, naopak se zde nenachází evropská část Turecka (pro tento stát viz Seznam sítí trolejbusové dopravy v Asii).

## Seznam sítí trolejbusové dopravy v Evropě

### Belgie
| Město (provoz)   | Článek | Zahájení provozu            | Ukončení provozu              | Poznámky                                             |
| ---------------- | ------ | --------------------------- | ----------------------------- | ---------------------------------------------------- |
| Antverpy         |        | 7. září 1929 15. února 1933 | 21. září 1931 30. března 1964 |                                                      |
| Brusel           |        | 18. dubna 1939              | 14. února 1964                |                                                      |
| Gent             |        | 24. března 1989             | 23. prosince 2008             | provoz přerušen 9. dubna 2004 – 17. října 2005       |
| Lutych           |        | 31. července 1930           | 9. listopadu 1971             |                                                      |
| Lutych – Seraing |        | 14. května 1936             | 31. srpna 1964                | na této trati jezdily unikátní obousměrné trolejbusy |

### Bělorusko
| Město (provoz) | Článek | Zahájení provozu  | Ukončení provozu | Poznámky |
| -------------- | ------ | ----------------- | ---------------- | -------- |
| Babrujsk       |        | 30. srpna 1978    | –                |          |
| Brest          |        | 20. dubna 1981    | –                |          |
| Grodno         |        | 5. listopadu 1974 | –                |          |
| Homel          |        | 20. května 1962   | –                |          |
| Minsk          | článek | 19. září 1952     | –                |          |
| Mogilev        | článek | 19. ledna 1970    | –                |          |
| Vitebsk        |        | 1. září 1978      | –                |          |

### Bosna a Hercegovina
| Město (provoz) | Článek | Zahájení provozu                      | Ukončení provozu | Poznámky           |
| -------------- | ------ | ------------------------------------- | ---------------- | ------------------ |
| Sarajevo       |        | 23. listopadu 1984 27. listopadu 1995 | duben 1992 –     | síť zničena válkou |

### Bulharsko
| Město (provoz) | Článek | Zahájení provozu              | Ukončení provozu | Poznámky |
| -------------- | ------ | ----------------------------- | ---------------- | -------- |
| Burgas         |        | 25. září 1989                 | –                |          |
| Dobrič         |        | 1988                          | 30. června 2014  |          |
| Gabrovo        |        | 1987                          | 22. března 2015  |          |
| Chaskovo       |        | 1993                          | –                |          |
| Kazanlak       |        | 1987                          | 11. ledna 1999   |          |
| Pazardžik      |        | 1. června 1993                | –                |          |
| Pernik         |        | červenec 1987                 | –                |          |
| Pleven         |        | červenec 1985                 | –                |          |
| Plovdiv        |        | prosinec 1955                 | říjen 2012       |          |
| Ruse           |        | 9. září 1988                  | –                |          |
| Sliven         |        | 24. května 1986               | –                |          |
| Sofie          |        | 14. února 1941 1. května 1948 | 9. září 1944 –   |          |
| Stara Zagora   |        | září 1988                     | –                |          |
| Varna          |        | 1. ledna 1986                 | –                |          |
| Veliko Tarnovo |        | září 1988                     | 31. březen 2009  |          |
| Vraca          |        | září 1988                     | –                |          |

### Česko
| Město (provoz)         | Článek | Zahájení provozu                             | Ukončení provozu              | Poznámky                                                         |
| ---------------------- | ------ | -------------------------------------------- | ----------------------------- | ---------------------------------------------------------------- |
| Brno                   | článek | 30. července 1949                            | –                             | součástí sítě je meziměstská trať do Šlapanic                    |
| České Budějovice       | článek | 27. října 1909 28. října 1948 2. května 1991 | 1. srpna 1914 24. září 1971 – | součástí sítě je meziměstská trať na Borek                       |
| České Velenice (Gmünd) | článek | 16. července 1907                            | 1916                          |                                                                  |
| Děčín                  | článek | 6. ledna 1950                                | 14. prosince 1973             |                                                                  |
| Hradec Králové         | článek | 2. května 1949                               | –                             |                                                                  |
| Chomutov – Jirkov      | článek | 1. července 1995                             | –                             |                                                                  |
| Jihlava                | článek | 19. prosince 1948                            | –                             |                                                                  |
| Mariánské Lázně        | článek | 27. dubna 1952                               | –                             | součástí sítě je meziměstská trať do Velké Hleďsebe              |
| Most – Litvínov        | článek | 6. prosince 1946                             | 31. ledna 1959                |                                                                  |
| Opava                  | článek | 24. srpna 1952                               | –                             |                                                                  |
| Ostrava                | článek | 9. května 1952                               | –                             |                                                                  |
| Pardubice              | článek | 20. ledna 1952                               | –                             | součástí sítě je meziměstská trať do Lázní Bohdaneč              |
| Plzeň                  | článek | 9. dubna 1941                                | –                             |                                                                  |
| Praha                  | článek | 28. srpna 1936 1. července 2018              | 15. října 1972 –              | od října 2017 do června 2018 zkušební provoz                     |
| Teplice                | článek | 1. května 1952                               | –                             | součástí sítě byla meziměstská trať do Novosedlic (zrušena 1995) |
| Ústí nad Labem         | článek | 1. července 1988                             | –                             | součástí sítě je meziměstská trať do Trmic                       |
| Zlín – Otrokovice      | článek | 27. ledna 1944                               | –                             |                                                                  |

Zkušební trolejbusová trať:
| Město (provoz)    | Článek | Zahájení provozu | Ukončení provozu  | Poznámky                    |
| ----------------- | ------ | ---------------- | ----------------- | --------------------------- |
| Ostrov – Jáchymov | článek | 1963             | 28. července 2004 | bez pravidelné dopravy osob |

### Dánsko
| Město (provoz)           | Článek | Zahájení provozu                   | Ukončení provozu               | Poznámky                           |
| ------------------------ | ------ | ---------------------------------- | ------------------------------ | ---------------------------------- |
| Gentofte (Hellerup Nesa) |        | 1. února 1927                      | 17. října 1971                 |                                    |
| Kodaň                    |        | 1902 21. května 1938 2. srpna 1993 | 1902 15. října 1963 leden 1998 | zkušební provoz testovací linka EU |
| Odense                   |        | 8. srpna 1939                      | 19. listopadu 1959             |                                    |

### Estonsko
| Město (provoz) | Článek | Zahájení provozu | Ukončení provozu | Poznámky |
| -------------- | ------ | ---------------- | ---------------- | -------- |
| Tallinn        |        | 6. července 1965 | –                |          |

### Finsko
| Město (provoz) | Článek | Zahájení provozu             | Ukončení provozu               | Poznámky |
| -------------- | ------ | ---------------------------- | ------------------------------ | -------- |
| Helsinky       |        | 5. února 1949 17. dubna 1979 | 14. června 1974 30. října 1985 |          |
| Tampere        |        | 8. prosince 1948             | 15. května 1976                |          |

### Francie
| Město (provoz)               | Článek | Zahájení provozu                                | Ukončení provozu                                         | Poznámky |
| ---------------------------- | ------ | ----------------------------------------------- | -------------------------------------------------------- | --- |
| Amiens                       |        | 1946                                            | únor 1963                                                | |
| Belfort                      |        | 4. července 1952                                | 1. srpna 1972                                            | |
| Béthune – Pont-a-Vendin      |        | 1898                                            | 1904                                                     | též nákladní doprava |
| Bordeaux                     |        | květen 1940                                     | 1954                                                     | |
| Brest                        |        | 29. července 1947                               | 9. listopadu 1970                                        | |
| Dijon                        |        | 1895 7. ledna 1950                              | 1895 30. března 1966                                     | |
| Fontainebleau – Samois       |        | 15. července 1901                               | 1913                                                     | |
| Forbach                      |        | 19. května 1951                                 | 1. listopadu 1969                                        | |
| Chambéry – Chignin           |        | 6. října 1930                                   | 1955                                                     | |
| Grenoble                     |        | 1. srpna 1947                                   | 24. června 1999                                          | |
| Le Havre                     |        | 1. srpna 1947                                   | 28. prosince 1970                                        | |
| Le Mans                      |        | 13. listopadu 1947                              | 1969                                                     | |
| Limoges                      |        | 14. července 1943                               | –                                                        | |
| Lyon                         | článek | 1901 4. září 1935                               | 10. září 1907 –                                          | trať v Charbonnieres-les-Bains |
| Marseille                    |        | 13. června 1903 19. září 1927 26. dubna 1942    | 1. září 1905 20. července 1958 25. června 2004           | trať Allauch – La Rose trať Aubagne – Cuges-les-Pins                                                                                               |
| Marseille – Aix-en-Provence  |        | 28. září 1948                                   | 1. ledna 1965                                            | |
| Mety                         |        | 14. září 1947                                   | 30. dubna 1966                                           | |
| Modane – Lanslebourg         |        | 20. srpna 1923                                  | červen 1940                                              | |
| Montauban                    |        | leden 1903                                      | 1904                                                     | |
| Moutiers – Villard-du-Planay |        | 15. dubna 1930                                  | březen 1965                                              | |
| Mylhúzy                      |        | 9. října 1908 5. července 1946                  | 14. července 1918 1968                                   | |
| Nancy                        |        | 27. září 1982                                   | –                                                        | mezi lety 2001-2023 systém TVR (Transport sur voie réservée)/GLT (Guided Light Transit)                                                            |
| Nice                         |        | 30. dubna 1942                                  | 12. září 1970                                            | |
| Nîmes – Remoulins            |        | 10. července 1924                               | 31. prosince 1927                                        | též nákladní doprava |
| Paříž                        |        | 15. dubna 1900 1912 7. dubna 1925 8. ledna 1943 | 12. listopadu 1900 1914 8. července 1935 31. března 1966 | zkušební provoz v Saint-Mandé zkušební provoz v Saint-Mandé pravidelný provoz ve Vitry-sur-Seine tratě do Bezons/Argenteuil a Choisy-le-Roi/Thiais |
| Perpignan                    |        | 21. září 1952                                   | červen 1968                                              | |
| Poitiers                     |        | 9. srpna 1943                                   | 3. března 1965                                           | |
| Rouen                        |        | 22. ledna 1933                                  | 26. června 1970                                          | |
| Saint-Étienne                |        | 1. ledna 1942                                   |                                                          | součástí sítě byla meziměstská trať do Firminy |
| Saint-Malo                   |        | 1906 10. července 1948                          | 5. června 1907 30. září 1959                             | |
| Štrasburk                    |        | 27. května 1939                                 | 31. března 1962                                          | |
| Toulon                       |        | 17. května 1949                                 | 19. února 1973                                           | |
| Tours                        |        | 5. října 1949                                   | 29. června 1968                                          | |

Nákladní trolejbusové tratě:
| Město (provoz)          | Článek | Zahájení provozu | Ukončení provozu | Poznámky |
| ----------------------- | ------ | ---------------- | ---------------- | -------- |
| Gondrexchange – Sarreg  |        | 1910             | 1965             |          |
| Lille – Deulement/leers |        | 1910             | 1965             |          |

### Chorvatsko
| Město (provoz) | Článek | Zahájení provozu | Ukončení provozu | Poznámky |
| -------------- | ------ | ---------------- | ---------------- | -------- |
| Rijeka         |        | 27. října 1951   | 16. srpna 1969   |          |
| Split          |        | 1944             | 1972             |          |

### Itálie
| Město (provoz)                             | Článek | Zahájení provozu                           | Ukončení provozu            | Poznámky                                                                                             |
| ------------------------------------------ | ------ | ------------------------------------------ | --------------------------- | --- |
| Alba – Barolo                              |        | 26. září 1910                              | 12. července 1919           | |
| Alessandria                                |        | 1. února 1952                              | červenec 1974               | |
| Ancona                                     |        | 15. března 1949                            | –                           | |
| Ancona – Collemarino – Falconara Marittima |        | 26. června 1949                            | 1972                        | |
| Anzio – Nettuno                            |        | 17. června 1939                            | 22. ledna 1944              | |
| Argegno – Lanzo d'Intelvi                  |        | 1. července 1909                           | 21. listopadu 1922          | |
| Atripalda – Avellino – Mercogliano         |        | 16. září 1947                              | 1. listopadu 1973           | |
| Avellino                                   |        | 3. duben 2023                              | -                           | 2009-2023 - dlouhodobé budování sítě                                                                 |
| Bari                                       |        | 1939 20. listopadu 1978                    | 1974 16. prosince 1987      | |
| Benátky – Lido                             |        | 29. června 1941                            | 1968                        | |
| Benátky – Mestre                           |        | 25. dubna 1933                             | 1967                        | |
| Bergamo                                    |        | prosinec 1921 1949                         | 9. března 1922 duben 1978   | |
| Bergamo – Seriate                          |        | 1953                                       | 1970                        | |
| Bologna                                    |        | 1940 16. září 1955 4. ledna 1991           | 1945 14. června 1982 –      | |
| Brescia                                    |        | 1936                                       | 1968                        | |
| Cagliari                                   |        | 22. prosince 1952                          | –                           | součástí sítě je meziměstská trať do Quartu Sant'Elena                                               |
| Capua – Caserta – Maddaloni                |        | 28. března 1961                            | 26. října 1972              | |
| Carrara – Palmignola                       |        | 5. června 1955                             | 26. prosince 1985           | |
| Civitanova Marche                          |        | 25. března 1956                            | 1974                        | |
| Como                                       |        | 18. srpna 1938                             | 7. června 1978              | součástí sítě byla meziměstská trať do Cantu a Ponte Chiasso                                         |
| Cremona                                    |        | 1940                                       | 31. května 2002             | |
| Cuneo                                      |        | 1. srpna 1908                              | 1968                        | |
| Cuneo – Peveragno                          |        | 20. září 1909                              | 31. prosince 1957           | |
| Desenzano del Garda – Rivoltella           |        | 31. března 1926                            | 3. března 1932              | |
| Ferrara                                    |        | 28. října 1938                             | 25. února 1975              | |
| Florencie                                  |        | 11. listopadu 1937                         | 1. července 1973            | součástí sítě byla meziměstská trať do Fiesole                                                       |
| Gallarate – Samarate                       |        | 1904                                       | ?                           | |
| Châtillon – Saint-Vincent                  |        | 1920                                       | 1925                        | |
| Chieti                                     |        | 1. srpna 1950 26. září 2009 15. dubna 2013 | prosinec 1992 1. srpna 2011 | |
| Ivrea – Cuorgne                            |        | 30. března 1908                            | 31. prosince 1935           | |
| Janov                                      |        | 13. dubna 1938 1. července 1997            | 11. června 1973 –           | doprava přerušena květen 2003 – 13. února 2007                                                       |
| Katánie                                    |        | 4. října 1949                              | 27. dubna 1966              | |
| L'Aquila                                   |        | 19. května 1909                            | 31. března 1924             | |
| La Spezia – Portovenere                    |        | 10. února 1906                             | listopad 1909               | |
| La Spezia                                  |        | 27. ledna 1951 26. listopadu 1988          | 1985 –                      | |
| Lanzo d'Intelvi                            |        | 1912                                       | 21. listopadu 1922          | |
| Lecce                                      |        | 12. ledna 2012                             | –                           | |
| Livorno                                    |        | 28. října 1934                             | 22. října 1973              | |
| Milán                                      |        | 1906 28. října 1933                        | 1907 –                      | zkušební provoz                                                                                      |
| Milán – Bresso                             |        | 1960                                       | 1982                        | |
| Modena                                     |        | 21. ledna 1950                             | –                           | |
| Neapol                                     |        | 8. května 1940                             | –                           | součástí sítě je meziměstská trať do Ercolana a Torre del Greco                                      |
| Neapol – Aversa                            |        | 26. ledna 1964                             | –                           | |
| Padova                                     |        | 21. dubna 1937                             | 1970                        | |
| Palermo                                    |        | 28. října 1939                             | 1. července 1966            | |
| Parma                                      |        | 25. října 1953                             | –                           | |
| Pavia                                      |        | 3. února 1952                              | 1968                        | |
| Perugia                                    |        | 28. října 1943                             | 1975                        | |
| Pescara – Castellamare Adriatico           |        | 1903                                       | 1904                        | |
| Pisa                                       |        | 20. ledna 1952                             | 29. února 1968              | |
| Porto San Giorgio – Fermo                  |        | 6. února 1958                              | 31. prosince 1977           | |
| Rimini – Riccione                          |        | 1. ledna 1939                              | –                           | |
| Řím                                        |        | 8. ledna 1937 23. března 2005              | 2. července 1972 –          | |
| Salerno                                    |        | 7. července 1937                           | listopad 1987               | součástí sítě byly meziměstské tratě do Battipaglie, Pagani, Pompejí, San Severina a Torre Angellara |
| Sanremo                                    |        | 21. dubna 1942                             | –                           | součástí sítě jsou meziměstské tratě do Ventimiglie a Taggie                                         |
| Siena                                      |        | 24. března 1907                            | 21. října 1917              | |
| Stresa                                     |        | 1909                                       | ?                           | |
| Terst                                      |        | 30. března 1935                            | 19. dubna 1975              | |
| Terst – Muggia                             |        | 1952                                       | 1972                        | |
| Trapani                                    |        | 1952                                       | 1967                        | |
| Turín                                      |        | 1902 1931                                  | 1902 7. července 1980       | zkušební provoz                                                                                      |
| Turín – Chieri                             |        | 4. listopadu 1951                          | 22. prosince 1979           | |
| Turín – Rivoli                             |        | 13. listopadu 1955                         | 4. listopadu 1979           | |
| Verona                                     |        | 9. května 1937 15. srpna 1958              | červen 1975 červen 1981     | městský provoz meziměstské tratě (viz poznámka)                                                      |
| Vicenza                                    |        | 22. října 1928                             | 12. června 1970             | |

Poznámka (Verona): Meziměstské tratě směřovaly do obcí Domegliara, Grezzana, San Bonifacio a Tregnago.

Nákladní trolejbusová trať:
| Město (provoz)      | Článek | Zahájení provozu | Ukončení provozu | Poznámky |
| ------------------- | ------ | ---------------- | ---------------- | -------- |
| Tirano – Boscopiano |        | 1941             | 1950             |          |

Vojenské tratě:
| Město (provoz)         | Článek | Zahájení provozu | Ukončení provozu | Poznámky |
| ---------------------- | ------ | ---------------- | ---------------- | -------- |
| Asiago – Marostica     |        | 1916             | 1919             |          |
| Edolo – Ponte di Legno |        | 1915             | 1918             |          |
| Enego – Primolano      |        | 1915             | 1918             |          |
| Tirano – Bormio        |        | 1915             | 1916             |          |

### Litva
| Město (provoz) | Článek | Zahájení provozu   | Ukončení provozu | Poznámky |
| -------------- | ------ | ------------------ | ---------------- | -------- |
| Kaunas         |        | 31. prosince 1965  | –                |          |
| Vilnius        |        | 27. listopadu 1956 | –                |          |

### Lotyšsko
| Město (provoz) | Článek | Zahájení provozu  | Ukončení provozu | Poznámky |
| -------------- | ------ | ----------------- | ---------------- | -------- |
| Riga           |        | 6. listopadu 1947 | –                |          |

### Maďarsko
| Město (provoz) | Článek | Zahájení provozu                    | Ukončení provozu | Poznámky                           |
| -------------- | ------ | ----------------------------------- | ---------------- | ---------------------------------- |
| Budapešť       | článek | 16. prosince 1933 21. prosince 1949 | 21. října 1944 – | síť zničena druhou světovou válkou |
| Debrecín       | článek | 2. července 1985                    | –                |                                    |
| Segedín        | článek | 1. května 1979                      | –                |                                    |

### Moldavsko
| Město (provoz) | Článek | Zahájení provozu  | Ukončení provozu | Poznámky                                       |
| -------------- | ------ | ----------------- | ---------------- | ---------------------------------------------- |
| Bălți          |        | 21. června 1972   | –                |                                                |
| Kišiněv        |        | 12. října 1949    | –                |                                                |
| Solonceni      |        | 1. května 1992    | 3. ledna 1994    | 2,9 km dlouhá linka na pozemcích Sovchozu      |
| Tighina        |        | 19. června 1993   | –                | součástí sítě je meziměstská trať do Tiraspolu |
| Tiraspol       |        | 1. listopadu 1967 | –                |                                                |

### Německo
| Město (provoz)                       | Článek | Zahájení provozu                                                               | Ukončení provozu                                                              | Poznámky |
| ------------------------------------ | ------ | ------------------------------------------------------------------------------ | ----------------------------------------------------------------------------- | --- |
| Bad Neuenahr-Ahrweiler – Walporzheim |        | 23. května 1906                                                                | 1. dubna 1917                                                                 | |
| Augsburg                             |        | 28. října 1943                                                                 | 17. března 1957                                                               | |
| Baden-Baden                          |        | 26. června 1949                                                                | 31. července 1971                                                             | |
| Berlín                               | článek | 29. dubna 1882 5. prosince 1904 20. dubna 1912 24. prosince 1933 1. srpna 1951 | 13. června 1882 4. ledna 1905 31. července 1914 22. března 1965 1. února 1973 | Elektromote, zkušební trať v Halensee zkušební trať v Johannisthalu trať ve Steglitzu provoz ve Spandau a Steglitzu (Západní Berlín) provoz ve východním Berlíně |
| Bielefeld                            |        | 27. května 1944                                                                | 8. listopadu 1968                                                             | |
| Blankensee – Marienhöhe              |        | 12. srpna 1911                                                                 | 1. srpna 1914                                                                 | |
| Bochum                               |        | 18. června 1949                                                                | 18. října 1959                                                                | |
| Bonn                                 |        | 17. února 1951                                                                 | 30. června 1971                                                               | |
| Bremerhaven                          |        | 20. listopadu 1947                                                             | 30. června 1958                                                               | |
| Brémy                                |        | 7. srpna 1910 8. září 1910 1. listopadu 1949                                   | 19. června 1916 31. prosince 1911 5. listopadu 1961                           | trať v Arstenu trať ve Schwachhausenu |
| Cáchy                                |        | 1. února 1944                                                                  | 3. února 1974                                                                 | |
| Cvikov                               | článek | 1. prosince 1938                                                               | 31. srpna 1977                                                                | meziměstská trať do Lichtentanne a Stennu |
| Darmstadt                            |        | 1. března 1944                                                                 | 16. dubna 1963                                                                | |
| Dortmund                             |        | 29. května 1942                                                                | 18. června 1967                                                               | |
| Drážďany                             | článek | 20. března 1903 8. listopadu 1947                                              | 19. března 1904 28. listopadu 1975                                            | trať Drážďany – Klotzsche |
| Duisburg                             |        | 18. prosince 1954                                                              | 28. května 1967                                                               | |
| Eberswalde                           | článek | 22. března 1901 3. listopadu 1940                                              | červen 1901 –                                                                 | |
| Erfurt                               | článek | 26. února 1948                                                                 | 7. listopadu 1975                                                             | |
| Essen                                |        | 8. května 1949 28. května 1983                                                 | 23. listopadu 1957 24. září 1995                                              | provoz duobusů |
| Esslingen am Neckar                  | článek | 10. července 1944                                                              | –                                                                             | dříve také částečně provoz duobusů |
| Flensburg                            |        | 9. října 1943                                                                  | 14. září 1959                                                                 | |
| Frankfurt nad Mohanem                |        | 6. ledna 1944                                                                  | 17. října 1959                                                                | |
| Gera                                 | článek | 2. listopadu 1939                                                              | 14. září 1977                                                                 | |
| Gießen                               |        | 18. června 1941                                                                | 23. prosince 1968                                                             | |
| Greiz                                | článek | 21. září 1945                                                                  | 11. července 1969                                                             | meziměstská trať do Elsterbergu |
| Grevenbrück – Kirchveischeide        |        | červen 1904                                                                    | 1917                                                                          | Grevenbrück je dnes částí města Lennestadt |
| Gummersbach                          |        | 25. listopadu 1948                                                             | 30. září 1962                                                                 | |
| Hamburk                              |        | 27. dubna 1949                                                                 | 18. ledna 1958                                                                | |
| Hannover                             |        | 6. června 1937                                                                 | 10. května 1958                                                               | |
| Heilbronn                            |        | 16. ledna 1911 23. září 1951                                                   | 1916 30. prosince 1960                                                        | trať do Böckingenu |
| Hildesheim                           |        | 7. srpna 1943                                                                  | 30. května 1969                                                               | |
| Hoyerswerda                          | článek | 6. října 1989                                                                  | 30. prosince 1994                                                             | |
| Idar-Oberstein                       |        | 22. února 1932                                                                 | 11. května 1969                                                               | |
| Kaiserslautern                       |        | 29. října 1949                                                                 | 30. listopadu 1985                                                            | |
| Kassel                               |        | 12. července 1944                                                              | 28. května 1962                                                               | |
| Kiel                                 |        | 28. května 1944                                                                | 15. dubna 1964                                                                | |
| Koblenz                              |        | 17. července 1941                                                              | 30. října 1970                                                                | |
| Kolín nad Rýnem                      |        | 6. listopadu 1950                                                              | 16. března 1959                                                               | |
| Königstein                           |        | 10. července 1901                                                              | 1904                                                                          | též nákladní doprava |
| Krefeld                              |        | 3. prosince 1949                                                               | 29. května 1964                                                               | |
| Landshut                             |        | 27. listopadu 1948                                                             | 22. května 1966                                                               | |
| Lipsko                               | článek | 1912 29. července 1938                                                         | 1912 31. května 1975                                                          | zkušební provoz součástí sítě byly meziměstské tratě do Markranstädtu a Zwenkau                                                                                  |
| Ludwigsburg                          |        | 1910 1911                                                                      | srpen 1914                                                                    | trať do Aldingenu trať do Hohenecku |
| Magdeburg                            | článek | 1. července 1951                                                               | 31. října 1970                                                                | |
| Mannheim                             |        | 1930                                                                           | 1931                                                                          | zkušební provoz |
| Marburg                              |        | 19. května 1951                                                                | 5. října 1968                                                                 | |
| Mettmann                             |        | 26. srpna 1930                                                                 | 31. prosince 1954                                                             | |
| Minden                               |        | 19. prosince 1953                                                              | 20. července 1965                                                             | |
| Mnichov                              |        | 28. dubna 1948                                                                 | 28. dubna 1966                                                                | |
| Moers                                |        | 27. října 1950                                                                 | 19. září 1968                                                                 | |
| Mohuč                                |        | 19. května 1946                                                                | 12. února 1967                                                                | |
| Monheim am Rhein – Langenfeld        |        | 31. května 1904                                                                | 5. listopadu 1908                                                             | též nákladní doprava |
| Münster                              |        | 1. října 1949                                                                  | 26. května 1968                                                               | |
| Neunkirchen                          |        | 1. srpna 1953                                                                  | 31. března 1964                                                               | |
| Neuss                                |        | 23. srpna 1948                                                                 | 31. prosince 1959                                                             | |
| Neuwied                              |        | 1. října 1949                                                                  | 28. února 1963                                                                | |
| Norimberk                            |        | 25. ledna 1931 1935 15. listopadu 1948                                         | 1931 1935 12. prosince 1962                                                   | zkušební provoz |
| Offenbach am Main                    |        | 14. července 1951                                                              | 26. září 1972                                                                 | |
| Oldenburg                            |        | 26. září 1936                                                                  | 26. října 1957                                                                | |
| Osnabrück                            |        | 2. prosince 1949                                                               | 10. června 1968                                                               | |
| Pforzheim                            |        | 29. září 1951                                                                  | 1. října 1969                                                                 | |
| Pirmasens                            |        | 25. listopadu 1941                                                             | 12. října 1967                                                                | |
| Postupim                             | článek | 1. října 1949                                                                  | 2. února 1995                                                                 | |
| Rheydt                               |        | 18. května 1952                                                                | 16. června 1973                                                               | Rheydt je dnes částí města Mönchengladbach |
| Řezno                                |        | 18. března 1953                                                                | 17. května 1963                                                               | |
| Saarbrücken                          |        | 12. listopadu 1948                                                             | 11. května 1964                                                               | |
| Siegen                               |        | 16. října 1941                                                                 | 5. ledna 1969                                                                 | |
| Solingen                             | článek | 19. června 1952                                                                | –                                                                             | |
| Trevír                               |        | 20. ledna 1940                                                                 | 27. května 1970                                                               | |
| Ulm                                  |        | 14. května 1947                                                                | 23. října 1963                                                                | |
| Völklingen                           |        | 12. listopadu 1950                                                             | 4. června 1967                                                                | |
| Výmar                                | článek | 2. února 1948                                                                  | 2. dubna 1993                                                                 | |
| Wiesbaden                            |        | 23. prosince 1948                                                              | 17. listopadu 1961                                                            | |
| Wilhelmshaven                        |        | 1. října 1942                                                                  | 30. října 1960                                                                | |
| Wilhelmshaven – Jever                |        | 8. prosince 1944                                                               | 30. září 1954                                                                 | |
| Wuppertal                            |        | 1. října 1949                                                                  | 27. května 1972                                                               | |

Nákladní trolejbusové tratě:
| Město (provoz) | Článek | Zahájení provozu  | Ukončení provozu | Poznámky                                   |
| -------------- | ------ | ----------------- | ---------------- | ------------------------------------------ |
| Berlín         |        | 2012              | –                |                                            |
| Bitterfeld     |        | říjen 1984        | říjen 1988       |                                            |
| Elbingerode    |        | březen 1988       | únor 1989        |                                            |
| Grevenbrück    |        | 6. února 1903     | 1907             | Grevenbrück je dnes částí města Lennestadt |
| Großbauchlitz  |        | 1. května 1905    | 1914             |                                            |
| Hamburk        |        | 2. listopadu 1911 | 1949             | trať v Altoně                              |
| Wurzen         |        | 7. dubna 1905     | 1929             |                                            |

### Nizozemsko
| Město (provoz) | Článek | Zahájení provozu | Ukončení provozu  | Poznámky                                   |
| -------------- | ------ | ---------------- | ----------------- | ------------------------------------------ |
| Arnhem         | článek | 5. září 1949     | –                 | součástí sítě je meziměstská trať do Velpu |
| Groningen      |        | 27. června 1927  | 9. listopadu 1965 |                                            |
| Nijmegen       |        | 9. července 1952 | 29. března 1969   |                                            |

### Norsko
| Město (provoz) | Článek | Zahájení provozu  | Ukončení provozu | Poznámky |
| -------------- | ------ | ----------------- | ---------------- | -------- |
| Bergen         |        | 24. února 1950    | –                |          |
| Drammen        |        | 15. prosince 1909 | 10. června 1967  |          |
| Oslo           |        | 15. prosince 1940 | 1968             |          |
| Stavanger      |        | 26. října 1947    | 12. ledna 1963   |          |

### Polsko
| Město (provoz)      | Článek | Zahájení provozu                 | Ukončení provozu                | Poznámky                                                 |
| ------------------- | ------ | -------------------------------- | ------------------------------- | -------------------------------------------------------- |
| Dębica              | článek | 12. listopadu 1988               | říjen 1990                      | meziměstská trať do Straszęcina                          |
| Gdyně               | článek | 18. září 1943                    | –                               | součástí sítě je meziměstská trať do Sopot               |
| Gorzów Wielkopolski | článek | 23. června 1943                  | 31. ledna 1945                  | též nákladní doprava, síť zničena druhou světovou válkou |
| Lehnice             | článek | 10. října 1943 22. července 1949 | leden 1945 31. prosince 1956    | síť zničena druhou světovou válkou                       |
| Lublin              | článek | 21. července 1953                | –                               |                                                          |
| Olštýn              | článek | 1. září 1939                     | 31. července 1971               |                                                          |
| Poznaň              | článek | 12. února 1930                   | 29. března 1970                 |                                                          |
| Słupsk              | článek | 20. července 1985                | 18. října 1999                  |                                                          |
| Tychy               | článek | 1. října 1982                    | –                               |                                                          |
| Varšava             | článek | 5. ledna 1946 1. června 1983     | 1. července 1973 31. srpna 1995 |                                                          |
| Vratislav           | článek | 20. března 1912                  | 1913                            |                                                          |
| Valbřich            | článek | 27. října 1944                   | 29. června 1973                 |                                                          |

### Portugalsko
| Město (provoz) | Článek | Zahájení provozu | Ukončení provozu  | Poznámky |
| -------------- | ------ | ---------------- | ----------------- | -------- |
| Braga          |        | 28. května 1963  | 10. září 1979     |          |
| Coimbra        |        | 16. srpna 1947   | –                 |          |
| Porto          |        | 1. ledna 1959    | 27. prosince 1997 |          |

### Rakousko
| Město (provoz)           | Článek | Zahájení provozu                              | Ukončení provozu                              | Poznámky                                                                         |
| ------------------------ | ------ | --------------------------------------------- | --------------------------------------------- | -------------------------------------------------------------------------------- |
| Gmünd                    | článek | 16. července 1907                             | 1916                                          |                                                                                  |
| Innsbruck                | článek | 8. dubna 1944 17. prosince 1988               | 29. února 1976 25. února 2007                 |                                                                                  |
| Judenburg                | článek | 10. prosince 1910                             | 1914                                          |                                                                                  |
| Kapfenberg               | článek | 1. července 1944                              | 15. února 2002                                | součástí sítě byla meziměstská trať do Brucku                                    |
| Klagenfurt am Wörthersee | článek | 6. srpna 1944                                 | 16. dubna 1963                                |                                                                                  |
| Klosterneuburg           | článek | 22. května 1908                               | prosinec 1919                                 | trať spojovala Weidling a nádraží Klosterneuburg                                 |
| Leoben                   | článek | 1. března 1949                                | 13. července 1973                             |                                                                                  |
| Linec                    | článek | 15. května 1944                               | –                                             |                                                                                  |
| Salcburk                 | článek | 1. října 1940                                 | –                                             |                                                                                  |
| Štýrský Hradec           | článek | 1. října 1941                                 | 26. srpna 1967                                |                                                                                  |
| Vídeň                    | článek | 14. října 1908 17. července 1909 9. září 1946 | 30. října 1938 8. ledna 1920 3. prosince 1958 | Pötzleinsdorf – Salmannsdorf Kalksburg – Liesing Währinger Gürtel – Salmannsdorf |

Nákladní trolejbusová trať:
| Město (provoz)  | Článek | Zahájení provozu   | Ukončení provozu | Poznámky                 |
| --------------- | ------ | ------------------ | ---------------- | ------------------------ |
| Sankt Lambrecht | článek | 16. listopadu 1945 | 21. dubna 1951   | též omezená doprava osob |

### Rumunsko
| Město (provoz) | Článek | Zahájení provozu          | Ukončení provozu              | Poznámky |
| -------------- | ------ | ------------------------- | ----------------------------- | -------- |
| Baia Mare      |        | 16. února 1996            | –                             |          |
| Brăila         |        | 23. srpna 1989            | 1999                          |          |
| Brašov         | článek | 1. května 1959            | –                             |          |
| Bukurešť       |        | 10. listopadu 1949        | –                             |          |
| Constanța      |        | 5. července 1959          | 3. prosince 2010              |          |
| Galați         |        | 23. srpna 1989            | –                             |          |
| Jasy           |        | 1. května 1985            | 3. března 2006                |          |
| Kluž           |        | 7. listopadu 1959         | –                             |          |
| Mediaş         |        | 22. srpna 1989            | –                             |          |
| Piatra Neamț   |        | 22. prosince 1995         | –                             |          |
| Ploješť        |        | 1. září 1997              | –                             |          |
| Satu Mare      |        | 15. listopadu 1994        | 2005                          |          |
| Sibiu          |        | srpen 1904 17. srpna 1983 | říjen 1904 15. listopadu 2009 |          |
| Slatina        |        | 30. května 1996           | 1. ledna 2006                 |          |
| Sučava         |        | 15. srpna 1987            | 3. dubna 2006                 |          |
| Târgoviște     |        | 4. ledna 1995             | 1. září 2005                  |          |
| Târgu Jiu      |        | 20. června 1995           | –                             |          |
| Temešvár       |        | 15. listopadu 1942        | –                             |          |
| Vaslui         |        | 1. května 1994            | 7. července 2009              |          |

### Rusko

#### Evropa
| Město (provoz)  | Článek | Zahájení provozu                 | Ukončení provozu  | Poznámky                                                 |
| --------------- | ------ | -------------------------------- | ----------------- | -------------------------------------------------------- |
| Almeťjevsk      |        | 13. ledna 1976                   | –                 |                                                          |
| Archangelsk     |        | 14. října 1974                   | 10. dubna 2008    |                                                          |
| Armavir         |        | 16. června 1973                  | –                 |                                                          |
| Astrachaň       |        | 5. listopadu 1967                | –                 |                                                          |
| Balakovo        |        | 18. listopadu 1967               | –                 |                                                          |
| Bělgorod        |        | 3. prosince 1967                 | 30. června 2022   |                                                          |
| Berezniki       |        | 4. března 1961                   | –                 |                                                          |
| Brjansk         |        | 3. prosince 1960                 | –                 |                                                          |
| Čeboksary       |        | 7. listopadu 1964                | –                 |                                                          |
| Čerkesk         |        | 19. listopadu 1988               | –                 |                                                          |
| Černjachovsk    |        | 27. listopadu 1936               | říjen 1944        | síť zničena druhou světovou válkou                       |
| Dzeržinsk       |        | 15. dubna 1976                   | –                 |                                                          |
| Engels          |        | 29. dubna 1964                   | –                 | součástí sítě je meziměstská trať do Saratova            |
| Grozný          |        | 31. prosince 1975                | prosinec 1994     | síť zničena válkou                                       |
| Chimki          |        | 24. dubna 1997                   | –                 |                                                          |
| Ivanovo         | článek | 5. listopadu 1962                | -                 | součástí sítě je meziměstská trať do nedaleké obce Kohma |
| Iževsk          |        | 6. listopadu 1968                | –                 |                                                          |
| Jaroslavl       |        | 7. listopadu 1949                | –                 |                                                          |
| Joškar-Ola      |        | 1. února 1971                    | –                 |                                                          |
| Kaliningrad     |        | 15. října 1943 5. listopadu 1975 | 27. ledna 1945 –  | síť zničena druhou světovou válkou                       |
| Kaluga          |        | 30. března 1956                  | –                 |                                                          |
| Kazaň           |        | 27. listopadu 1948               | –                 |                                                          |
| Kirov           |        | 8. listopadu 1943                | –                 |                                                          |
| Kostroma        |        | 10. ledna 1974                   | –                 |                                                          |
| Kovrov          |        | 10. března 1975                  | –                 |                                                          |
| Krasnodar       |        | 28. června 1950                  | –                 |                                                          |
| Kursk           |        | 18. srpna 1972                   | –                 |                                                          |
| Lipeck          |        | 1. února 1972                    | –                 |                                                          |
| Machačkala      |        | 14. února 1973                   | –                 |                                                          |
| Majkop          |        | 29. listopadu 1974               | –                 |                                                          |
| Moskva          | článek | 15. listopadu 1933               | 25. srpna 2020    | V provozu pouze muzejní linka.                           |
| Murmansk        | článek | 11. února 1962                   | –                 |                                                          |
| Nalčik          |        | 22. listopadu 1980               | –                 |                                                          |
| Nižnij Novgorod |        | 27. června 1947                  | –                 |                                                          |
| Novočeboksarsk  |        | 2. listopadu 1979                | –                 |                                                          |
| Novokujbyševsk  |        | 4. ledna 1986                    | –                 |                                                          |
| Novorossijsk    |        | 1. dubna 1969                    | –                 |                                                          |
| Orenburg        |        | 28. dubna 1953                   | –                 |                                                          |
| Orel            |        | 28. října 1968                   | –                 |                                                          |
| Penza           |        | 4. listopadu 1948                | –                 |                                                          |
| Perm            |        | 5. listopadu 1960                | 1. července 2019  |                                                          |
| Petrohrad       |        | 21. října 1936                   | –                 |                                                          |
| Petrozavodsk    |        | 5. září 1961                     | –                 |                                                          |
| Podolsk         |        | 28. dubna 2001                   | –                 |                                                          |
| Rjazaň          |        | 13. listopadu 1949               | –                 |                                                          |
| Rostov na Donu  |        | 18. března 1936                  | –                 |                                                          |
| Rybinsk         |        | 14. prosince 1976                | –                 |                                                          |
| Samara          |        | 7. listopadu 1942                | –                 |                                                          |
| Saransk         | článek | 29. ledna 1966                   | –                 |                                                          |
| Saratov         |        | 6. listopadu 1952                | –                 |                                                          |
| Smolensk        |        | 8. dubna 1991                    | –                 |                                                          |
| Stavropol       |        | 29. července 1964                | –                 |                                                          |
| Sterlitamak     |        | 24. února 1961                   | –                 |                                                          |
| Syzraň          |        | 26. prosince 2002                | 1. listopadu 2009 |                                                          |
| Šachty          |        | 30. září 1975                    | 27. října 2007    |                                                          |
| Taganrog        |        | 25. prosince 1977                | –                 |                                                          |
| Tambov          |        | 6. listopadu 1955                | –                 |                                                          |
| Toljatti        |        | 21. ledna 1966                   | –                 |                                                          |
| Tula            |        | 3. listopadu 1962                | –                 |                                                          |
| Tver            |        | 5. května 1967                   | –                 |                                                          |
| Ufa             |        | 27. ledna 1962                   | –                 |                                                          |
| Uljanovsk       |        | 31. prosince 1973                | –                 |                                                          |
| Veliký Novgorod |        | 3. prosince 1995                 | –                 |                                                          |
| Vidnoje         |        | 9. září 2000                     | –                 |                                                          |
| Vladikavkaz     |        | 1. února 1977                    | 8. srpna 2010     |                                                          |
| Vladimir        |        | 6. listopadu 1952                | –                 |                                                          |
| Volgodonsk      |        | 4. října 1977                    | –                 |                                                          |
| Volgograd       |        | 31. prosince 1960                | –                 |                                                          |
| Vologda         |        | 30. prosince 1976                | –                 |                                                          |
| Voroněž         |        | 5. listopadu 1960                | –                 |                                                          |

#### Asie
| Město (provoz)     | Článek | Zahájení provozu   | Ukončení provozu | Poznámky |
| ------------------ | ------ | ------------------ | ---------------- | -------- |
| Abakan             | článek | 31. prosince 1980  | –                |          |
| Barnaul            |        | 19. října 1973     | –                |          |
| Blagověščensk      |        | 22. srpna 1979     | –                |          |
| Bratsk             |        | 1. února 1975      | –                |          |
| Čeljabinsk         | článek | 22. listopadu 1942 | –                |          |
| Čita               |        | 30. prosince 1970  | –                |          |
| Chabarovsk         |        | 17. ledna 1975     | –                |          |
| Irkutsk            |        | 6. listopadu 1970  | –                |          |
| Jekatěrinburg      |        | 17. října 1943     | –                |          |
| Kačkanar           |        | 11. října 1972     | prosinec 1985    |          |
| Kamensk-Uralskij   |        | 1. listopadu 1956  | 5. března 2015   |          |
| Kemerovo           |        | 25. září 1970      | –                |          |
| Krasnojarsk        |        | 5. listopadu 1959  | –                |          |
| Kurgan             |        | 24. listopadu 1965 | 29. dubna 2015   |          |
| Leninsk-Kuznětskij |        | 11. ledna 1984     | –                |          |
| Miass              |        | 1. února 1985      | –                |          |
| Novokuzněck        |        | 6. ledna 1978      | –                |          |
| Novosibirsk        |        | 7. listopadu 1957  | –                |          |
| Omsk               |        | 5. listopadu 1955  | –                |          |
| Rubcovsk           |        | 28. prosince 1973  | –                |          |
| Tomsk              |        | 5. listopadu 1967  | –                |          |
| Ťumeň              |        | 12. června 1970    | 5. října 2009    |          |
| Vladivostok        |        | 28. ledna 1965     | –                |          |

### Řecko
| Město (provoz)  | Článek | Zahájení provozu   | Ukončení provozu | Poznámky |
| --------------- | ------ | ------------------ | ---------------- | -------- |
| Athény – Pireus |        | (1954 / 1949) 1990 | –                |          |

Poznámka: Původně šlo o dvě oddělené sítě: v Athénách (zahájení provozu v roce 1954) a v Pireu (1949). Sítě byly propojeny v roce 1990. Nyní je pirejská část součástí athénského systému.

### Slovensko
| Město (provoz)          | Článek | Zahájení provozu                    | Ukončení provozu               | Poznámky                                          |
| ----------------------- | ------ | ----------------------------------- | ------------------------------ | ------------------------------------------------- |
| Banská Bystrica         | článek | 24. srpna 1989                      | –                              | provoz přerušen 1. ledna 2006 – 9. listopadu 2007 |
| Bratislava              | článek | 19. července 1909 31. července 1941 | 4. února 1915 –                |                                                   |
| Košice                  | článek | 27. září 1993                       | provoz přerušen 31. ledna 2015 |                                                   |
| Poprad – Starý Smokovec | článek | 2. srpna 1904                       | srpen 1906                     |                                                   |
| Prešov                  | článek | 13. května 1962                     | –                              |                                                   |
| Žilina                  | článek | 17. listopadu 1994                  | –                              |                                                   |

### Slovinsko
| Město (provoz)   | Článek | Zahájení provozu | Ukončení provozu  | Poznámky |
| ---------------- | ------ | ---------------- | ----------------- | -------- |
| Lublaň           |        | 1952             | 4. září 1971      |          |
| Piran – Portorož |        | 24. října 1909   | 19. července 1912 |          |

### Spojené království
| Město (provoz)      | Článek | Zahájení provozu    | Ukončení provozu       | Poznámky        |
| ------------------- | ------ | ------------------- | ---------------------- | --------------- |
| Aberdare            |        | 14. ledna 1914      | 1. července 1925       |                 |
| Ashton-under-Lyne   |        | 26. srpna 1925      | 30. prosince 1966      |                 |
| Atherton            |        | 3. srpna 1930       | 31. srpna 1958         |                 |
| Belfast             |        | 28. března 1938     | 12. května 1968        |                 |
| Birmingham          |        | 27. listopadu 1927  | 30. června 1951        |                 |
| Bournemouth         |        | 13. května 1933     | 20. dubna 1969         |                 |
| Bradford            |        | 20. června 1911     | 26. března 1972        |                 |
| Brighton            |        | 1. května 1939      | 30. června 1961        |                 |
| Cardiff             |        | 1. března 1942      | 11. ledna 1970         |                 |
| Cleethorpes         |        | 18. července 1937   | 4. června 1960         |                 |
| Darlington          |        | 17. ledna 1926      | 31. července 1957      |                 |
| Derby               |        | 9. ledna 1932       | 9. září 1967           |                 |
| Doncaster           |        | 22. srpna 1928 1985 | 14. prosince 1963 1986 | zkušební provoz |
| Dundee              |        | 3. září 1912        | 31. května 1914        |                 |
| Glasgow             |        | 3. dubna 1949       | 27. května 1967        |                 |
| Grimsby             |        | 3. října 1926       | 4. června 1960         |                 |
| Halifax             |        | 20. července 1921   | 24. října 1926         |                 |
| Hartlepool          |        | 28. února 1924      | 2. dubna 1953          |                 |
| Hastings            |        | 1. dubna 1928       | 31. května 1959        |                 |
| Huddersfield        |        | 4. prosince 1933    | 13. července 1968      |                 |
| Chesterfield        |        | 23. května 1927     | 24. března 1938        |                 |
| Ipswich             |        | 2. září 1923        | 23. srpna 1963         |                 |
| Keighley            |        | 3. května 1913      | 31. srpna 1932         |                 |
| Kingston upon Hull  |        | 23. července 1937   | 31. října 1964         |                 |
| Leeds               |        | 20. června 1911     | 26. července 1928      |                 |
| Llanelli            |        | 26. prosince 1932   | 8. listopadu 1952      |                 |
| Londýn              |        | 16. května 1931     | 8. května 1962         |                 |
| Maidstone           |        | 1. května 1928      | 15. dubna 1967         |                 |
| Manchester          |        | 1. března 1938      | 30. prosince 1966      |                 |
| Mexborough          |        | 31. srpna 1915      | 26. března 1961        |                 |
| Middlesbrough       |        | 8. listopadu 1919   | 4. dubna 1971          |                 |
| Newcastle upon Tyne |        | 1. října 1935       | 1. října 1966          |                 |
| Nottingham          |        | 10. dubna 1927      | 30. června 1966        |                 |
| Oldham              |        | 26. srpna 1925      | 25. září 1926          |                 |
| Pontypridd          |        | 18. září 1930       | 31. ledna 1957         |                 |
| Portsmouth          |        | 4. srpna 1934       | 27. července 1963      |                 |
| Ramsbottom          |        | 14. srpna 1913      | 31. prosince 1930      |                 |
| Reading             |        | 18. července 1936   | 3. listopadu 1968      |                 |
| Rhondda             |        | 22. prosince 1914   | březen 1915            |                 |
| Rotherham           |        | 3. října 1912       | 2. října 1965          |                 |
| St Helens           |        | 11. července 1927   | 1. července 1958       |                 |
| South Shields       |        | 12. října 1936      | 29. dubna 1964         |                 |
| Southend-on-Sea     |        | 16. října 1925      | 28. října 1954         |                 |
| Stockport           |        | 10. března 1913     | 7. října 1919          |                 |
| Walsall             |        | 22. července 1931   | 3. října 1970          |                 |
| Wigan               |        | 7. května 1925      | 30. září 1931          |                 |
| Wolverhampton       |        | 29. října 1923      | 5. března 1967         |                 |
| York                |        | 22. prosince 1920   | 6. července 1935       |                 |

### Srbsko
| Město (provoz) | Článek | Zahájení provozu | Ukončení provozu | Poznámky |
| -------------- | ------ | ---------------- | ---------------- | -------- |
| Bělehrad       |        | 22. června 1947  | –                |          |

### Španělsko
| Město (provoz)         | Článek | Zahájení provozu     | Ukončení provozu  | Poznámky                                    |
| ---------------------- | ------ | -------------------- | ----------------- | ------------------------------------------- |
| Barcelona              |        | 7. října 1941        | 7. října 1968     |                                             |
| Bilbao                 |        | 20. června 1940      | 28. října 1978    | součástí sítě byla meziměstská trať Algorty |
| Cádiz                  |        | 1951                 | 1975              |                                             |
| Castellón de la Plana  |        | 1962 25. června 2008 | 1969 –            |                                             |
| A Coruña               |        | 26. července 1948    | 4. ledna 1979     |                                             |
| A Coruña – Carballo    |        | březen 1950          | 15. března 1971   |                                             |
| Madrid                 |        | 8. dubna 1950        | 30. dubna 1966    |                                             |
| Pontevedra             |        | 15. prosince 1943    | 31. srpna 1989    |                                             |
| San Sebastián          |        | 17. července 1948    | 24. prosince 1973 |                                             |
| San Sebastián – Tolosa |        | 6. června 1947       | 11. července 1968 | též nákladní doprava                        |
| Santander              |        | 1951                 | 25. února 1975    |                                             |
| Santander – Astillero  |        | 17. července 1955    | srpen 1975        |                                             |
| Tarragona – Reus       |        | 2. října 1952        | březen 1973       |                                             |
| Valencie               |        | 18. července 1951    | 21. května 1976   |                                             |
| Zaragoza               |        | 1950                 | 9. října 1975     |                                             |

### Švédsko
| Město (provoz)          | Článek | Zahájení provozu   | Ukončení provozu   | Poznámky             |
| ----------------------- | ------ | ------------------ | ------------------ | -------------------- |
| Göteborg                |        | 2. října 1940      | 14. listopadu 1964 |                      |
| Landskrona              |        | 27. září 2003      | –                  |                      |
| Linköping               |        | 1989               | 1989               | zkušební provoz      |
| Stockholm               |        | 20. ledna 1941     | 30. srpna 1964     |                      |
| Stockholm – Kvarnholmen |        | 1940               | 1960               | též nákladní doprava |
| Västerås                |        | 11. listopadu 1938 | 1948               | zkušební provoz      |

Nákladní trolejbusové tratě:
| Město (provoz) | Článek | Zahájení provozu | Ukončení provozu | Poznámky |
| -------------- | ------ | ---------------- | ---------------- | -------- |
| Kiruna         |        | 1984             | –                |          |
| Malmberget     |        | 1981             | –                |          |
| Zinkgruvan     |        | 1988             | –                |          |

### Švýcarsko
| Město (provoz)                | Článek | Zahájení provozu   | Ukončení provozu | Poznámky                                                                |
| ----------------------------- | ------ | ------------------ | ---------------- | ----------------------------------------------------------------------- |
| Altstätten – Berneck          |        | 8. září 1940       | 21. května 1977  |                                                                         |
| Basilej                       |        | 31. července 1941  | 30. června 2008  |                                                                         |
| Bern                          |        | 29. října 1940     | –                |                                                                         |
| Biel                          |        | 19. října 1940     | –                |                                                                         |
| Curych                        |        | 27. května 1939    | –                |                                                                         |
| Fribourg                      |        | 1. února 1949      | –                |                                                                         |
| Fribourg – Farvagny           |        | 4. ledna 1912      | 21. května 1932  |                                                                         |
| La Chaux-de-Fonds             |        | 23. prrosince 1949 | 21. května 2014  |                                                                         |
| Lausanne                      |        | 2. října 1932      | –                |                                                                         |
| Les Hauts-Geneveys – Villiers |        | 1. září 1948       | 14. dubna 1984   | trať spojovala obce Les Hauts–Geneveys, Cernier, Dombresson a Villiers. |
| Lucern                        |        | 7. prosince 1941   | –                |                                                                         |
| Lugano                        | článek | 25. dubna 1954     | 30. června 2001  |                                                                         |
| Neuchâtel                     |        | 16. února 1940     | –                |                                                                         |
| St. Gallen                    |        | 18. července 1950  | –                |                                                                         |
| Schaffhausen                  |        | 24. září 1966      | –                |                                                                         |
| Thun – Beatenbucht            |        | 19. srpna 1952     | 13. března 1982  |                                                                         |
| Vevey – Montreux – Villeneuve |        | 18. dubna 1957     | –                |                                                                         |
| Villeneuve                    |        | 17. prosince 1900  | 1903             | zkušební provoz                                                         |
| Winterthur                    |        | 28. prosince 1938  | –                |                                                                         |
| Ženeva                        |        | 11. září 1942      | –                |                                                                         |

Nákladní trolejbusová trať:
| Město (provoz)       | Článek | Zahájení provozu | Ukončení provozu | Poznámky |
| -------------------- | ------ | ---------------- | ---------------- | -------- |
| Mühleberg – Gümmenen |        | 1918             | 1922             |          |

### Ukrajina
| Město (provoz)              | Článek | Zahájení provozu                                                                | Ukončení provozu | Poznámky |
| --------------------------- | ------ | ------------------------------------------------------------------------------- | ---------------- | --- |
| Alčevsk                     |        | 26. září 1954                                                                   | –                | |
| Antracyt                    |        | 27. září 1987                                                                   | –                | |
| Bachmut                     |        | 29. dubna 1968                                                                  | –                | |
| Bila Cerkva                 | článek | 23. června 1980                                                                 | –                | |
| Čerkasy                     |        | 9. listopadu 1965                                                               | –                | |
| Černihiv                    |        | 4. listopadu 1964                                                               | –                | |
| Černovice                   |        | 1. února 1939                                                                   | –                | |
| Dnipro                      |        | 7. listopadu 1947                                                               | –                | |
| Dobropillja                 |        | 23. srpna 1968                                                                  | 15. března 2011  | |
| Doněck                      |        | 3. ledna 1940                                                                   | –                | |
| Horlivka                    |        | 6. listopadu 1974                                                               | –                | |
| Charcyzk                    |        | 4. února 1982                                                                   | –                | |
| Charkov                     |        | 5. května 1939                                                                  | –                | |
| Chmelnyckyj                 |        | 25. prosince 1970                                                               | –                | |
| Cherson                     |        | 16. června 1960                                                                 | –                | |
| Ivano-Frankivsk             |        | 31. prosince 1983                                                               | –                | |
| Kadijivka                   |        | 1. března 1970                                                                  | 31. srpna 2011   | |
| Kerč                        | článek | 18. září 2004                                                                   | –                | |
| Kropyvnyckyj                |        | 4. listopadu 1967                                                               | –                | |
| Kramatorsk                  |        | 10. listopadu 1971                                                              | –                | |
| Kremenčuk                   | článek | 6. listopadu 1966                                                               | –                | |
| Kryvyj Rih                  |        | 21. prosince 1957                                                               | –                | |
| Kyjev                       |        | 5. listopadu 1935                                                               | –                | |
| Luhansk                     |        | 25. ledna 1962                                                                  | –                | |
| Luck                        |        | 8. dubna 1972                                                                   | –                | |
| Lvov                        |        | 27. listopadu 1952                                                              | –                | |
| Lysyčansk                   |        | 7. března 1972                                                                  | –                | |
| Makijivka                   |        | 13. listopadu 1969                                                              | –                | |
| Mariupol                    |        | 21. dubna 1970                                                                  | –                | |
| Mykolajiv                   |        | 29. října 1967                                                                  | –                | |
| Oděsa                       | článek | 5. listopadu 1945                                                               | –                | |
| Poltava                     |        | 14. září 1962                                                                   | –                | |
| Rovno                       |        | 27. prosince 1974                                                               | –                | |
| Sevastopol                  |        | 6. listopadu 1950                                                               | –                | |
| Simferopol – Alušta – Jalta | článek | 7. října 1959 6. listopadu 1959 28. dubna 1961 25. července 1961 20. srpna 1993 | –                | městský provoz v Simferopolu meziměstská trať Simferopol – Alušta městský provoz v Jaltě meziměstská trať Alušta – Jalta městský provoz v Aluště |
| Severodoněck                |        | 1. ledna 1979                                                                   | –                | |
| Slovjansk                   |        | 19. března 1977                                                                 | –                | |
| Sorokyne – Molodogvardijsk  |        | 30. prosince 1987                                                               | –                | |
| Sumy                        |        | 28. srpna 1967                                                                  | –                | |
| Ternopil                    |        | 24. prosince 1975                                                               | –                | |
| Toreck                      |        | 26. dubna 1985                                                                  | 15. května 2007  | |
| Vinnycja                    | článek | 17. února 1964                                                                  | –                | |
| Vuhlehirsk                  |        | 8. července 1982                                                                | 12. srpna 2007   | |
| Záporoží                    |        | 22. prosince 1949                                                               | –                | |
| Žytomyr                     |        | 1. května 1962                                                                  | –                | |